# Negros Oriental
Koordinaten: 9° 36′ N, 123° 0′ O
Negros Oriental (deutsch Ost-Negros) ist eine Provinz der Philippinen und umfasst den südöstlichen Teil der Insel Negros.
Die Provinz gehört zur Region Central Visayas (2015 bis 2017 zur Negros Island Region). Hauptstadt ist Dumaguete City, im Südosten der Provinz gelegen. Negros Oriental hat 1.354.995 Einwohner (Zensus vom 1. August 2015), die in 6 Component Citys und 20 Stadtgemeinden leben. Die Provinz umfasst eine Fläche von 5.385,5 km², zu der auch die Insel Apo vor der Südküste gehört.

## Geographie

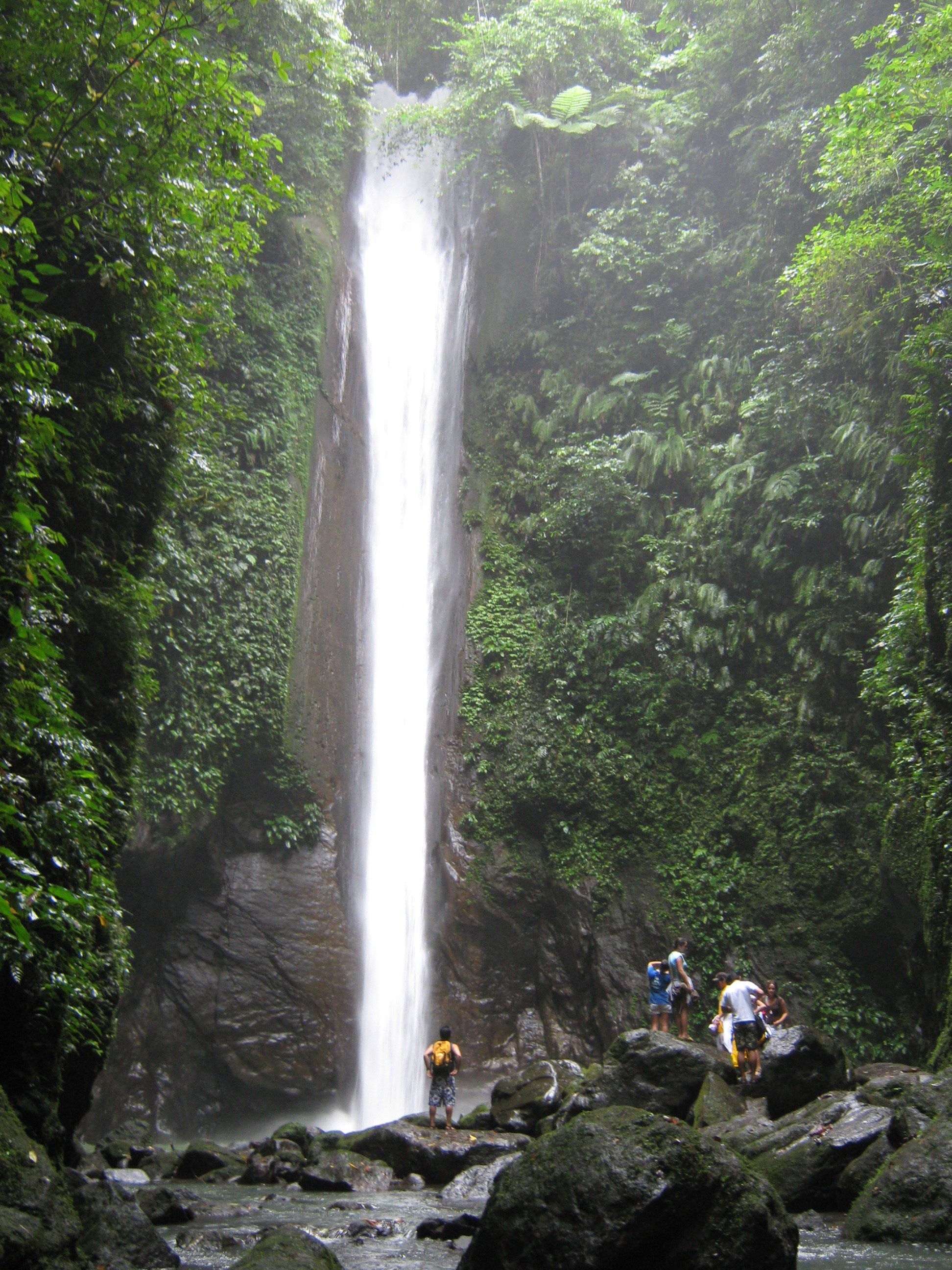
Die Casaroro-Wasserfälle

Die Provinz grenzt im Norden und Nordwesten an die Provinz Negros Occidental, im Südwesten an die Sulusee, im Süden an die Mindanaosee. Die Provinz wird durch die Tanon-Straße im Osten von der Insel Cebu getrennt.
Die Topographie der Provinz wird größtenteils bestimmt durch niedrige Bergketten, die durch tief eingeschnittene Täler getrennt sind und sich bis an die Küstenlinie heranschieben. Der höchste Berg ist der aktive Vulkan Kanlaon, der im Nationalpark Mount Kanlaon Natural Park liegt. Er erreicht eine Höhe von 2465 Metern über dem Meeresspiegel und markiert gleichzeitig den nördlichsten Punkt der Provinz, an der Grenze zur Nachbarprovinz Negros Occidental. Der zweithöchste Bergkomplex ist der Cuernos de Negros, im Süden der Insel, mit seinem höchsten Gipfel dem Magaso der 1862 Meter über dem Meeresspiegel erreicht. Im Südwesten schließt sich dem Gebirge das Tablas Plateau an, das mit einem Regenwald bedeckt ist.
In der Provinz finden sich eine ganze Reihe von Flüssen, Bächen, Quellen und Wasserfällen. Es durchziehen insgesamt 25 Flüsse das Gebiet der Provinz die insgesamt 47 Quellen gespeist werden. Die meisten Flüsse finden sich im Süden der Provinz. Das Wasser wird zumeist für die Bewässerung der Felder und für den täglichen Wasserbedarf der Bevölkerung verwendet.

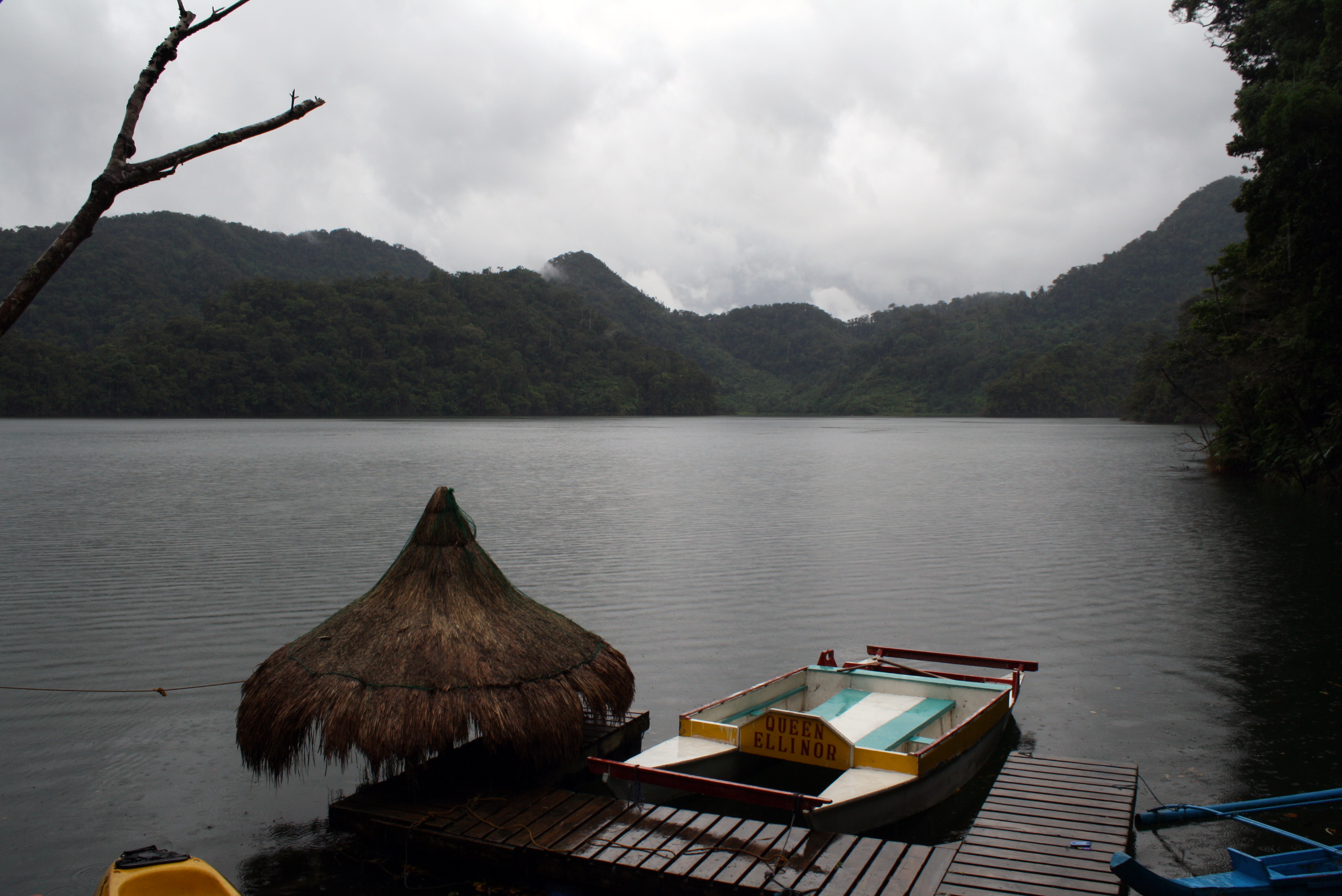
Der Balinsasayao-See

Die wohl bekanntesten Seen sind der Balinsasayao- und Danao-See, die im Balinsasayao Twin Lakes Natural Park liegen, an der Nordostflanke des Cuernos de Negros Gebirges. Sie liegen ca. 41 km vom Sibulan-San Jose Highway entfernt. Andere Seen sind der Balanan-See in Siaton, der Yagumyum- und Naiilig-See in Dauin. Der Casaroro-Wasserfall liegt im Gebirge des Cuernos des Negros und ist der höchste Wasserfall in den Central Visayas.
Es lassen sich insgesamt 33 Höhlen in der Provinz finden, von den das Odloman Höhlensystem mit 8.870 Metern Länge die zweitlängste Höhle auf den Philippinen ist.

## Klima
Der ganze Osten der Provinz fällt unter den Klimatyp III, mit Niederschlägen über das ganze Jahr verteilt bis auf eine kurze Trockenzeit, die nur ein bis drei Monate dauert. Der Westen der Provinz fällt unter den Klimatyp eins mit ausgeprägter Trocken- und Regensaison.
Die mittleren Temperaturen in der Provinz rangieren von 22,8 °C bis 23,7 °C. Der heißeste Monat ist der Juli, die Temperaturen steigen bis 34,5 °C an. Der kälteste Monat ist der April mit aufgezeichneten Temperaturen um 20,6 °C. Die durchschnittliche Luftfeuchtigkeit in der Provinz beträgt 82 %. Die Insel Negros liegt südlich des Taifungürtels auf den Philippinen.

## Sprachen

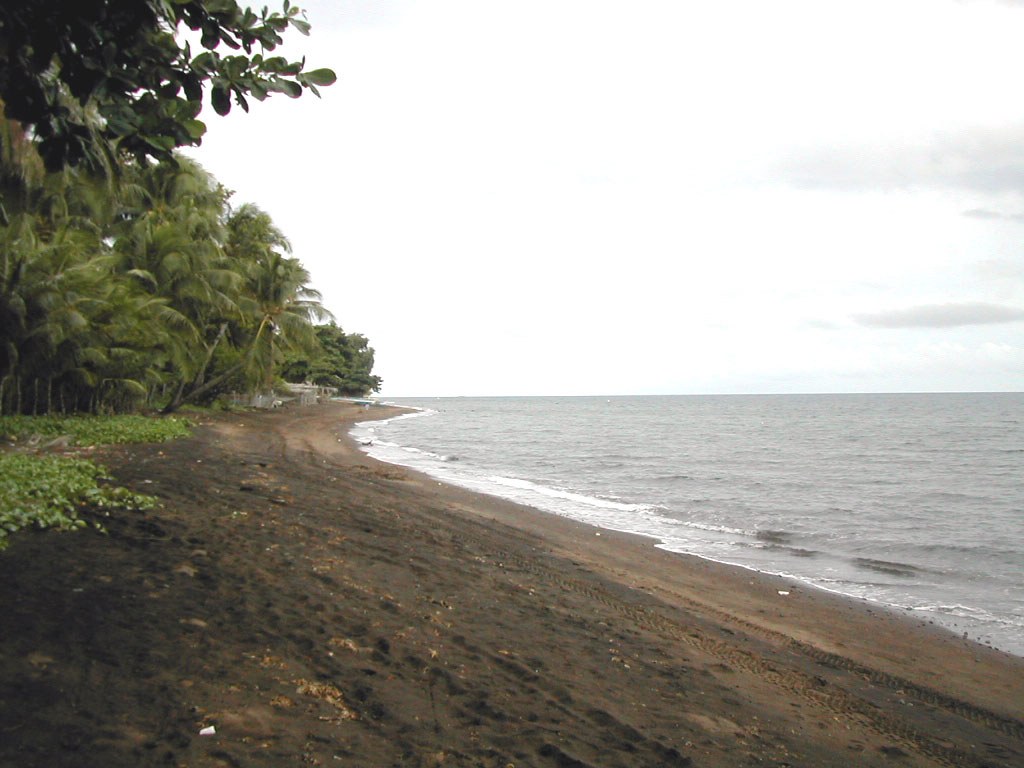
Ein Strand bei Dauin

Die meistgesprochene Sprache in Negros Oriental ist Cebuano, 94,75 % der Einwohner geben Cebuano als Muttersprache an. Die am zweithäufigsten gesprochene Sprache ist Hiligaynon, 4,80 % der Einwohner geben diese als Muttersprache an. Weitere Sprachen sind Tagalog und Englisch, die in der Provinz allgemein gesprochen und verstanden werden.

## Religionen
Die größte Glaubensgemeinschaft in der Provinz ist die Römisch-katholische Kirche, im Jahre 2000 hatte sie 893.726 Mitglieder, dieses entsprach 79,16 % der Gesamtbevölkerung. Andere christliche Glaubensgemeinschaften sind die The Philippine Independent Church und die United Church of Christ in the Philippines.

## Geschichte
Die Provinz wurde am 1. Januar 1890 mit Sitz der Provinzverwaltung in Dumaguete City gegründet. Sie hatte zum damaligen Zeitpunkt 94.782 Einwohner und 17 Stadtgemeinden. Der erste Gouverneur war Joaquin Tavera.
In der neuen Provinz wurden in jeder Gemeinde ein örtliches Gericht eingerichtet und in der Provinzhauptstadt ein Verwaltungsgericht. Im Jahre 1898 schwappte die revolutionäre Stimmung auf die Provinz über, unter der Führung von Don Diego de la Viña wurden die spanischen Kolonialtruppen vertrieben und die Provinzregierung gestürzt. Am 25. Oktober wurde die revolutionäre Provinzregierung unter dem Gouverneur Don Demetrio Larena neuaufgestellt und von dem Präsidenten der ersten Philippinischen Republik General Emilio Aguinaldo bestätigt.
Erst am 1. Mai 1901 wurde eine zivile Provinzregierung unter Amerikanischer Kolonialherrschaft wieder eingesetzt. Am 28. August 1901 wurde durch David S. Hibbard das Silliman Institut gegründet, es wurde später in die Silliman University umgewandelt.
Negros Oriental gehörte zur 2015 bis 2017 bestehenden philippinischen Verwaltungsregion Negros Island Region.

## Städte
- Bais City
- Bayawan City
- Canlaon City
- Dumaguete City
- Guihulngan City
- Tanjay City

## Stadtgemeinden

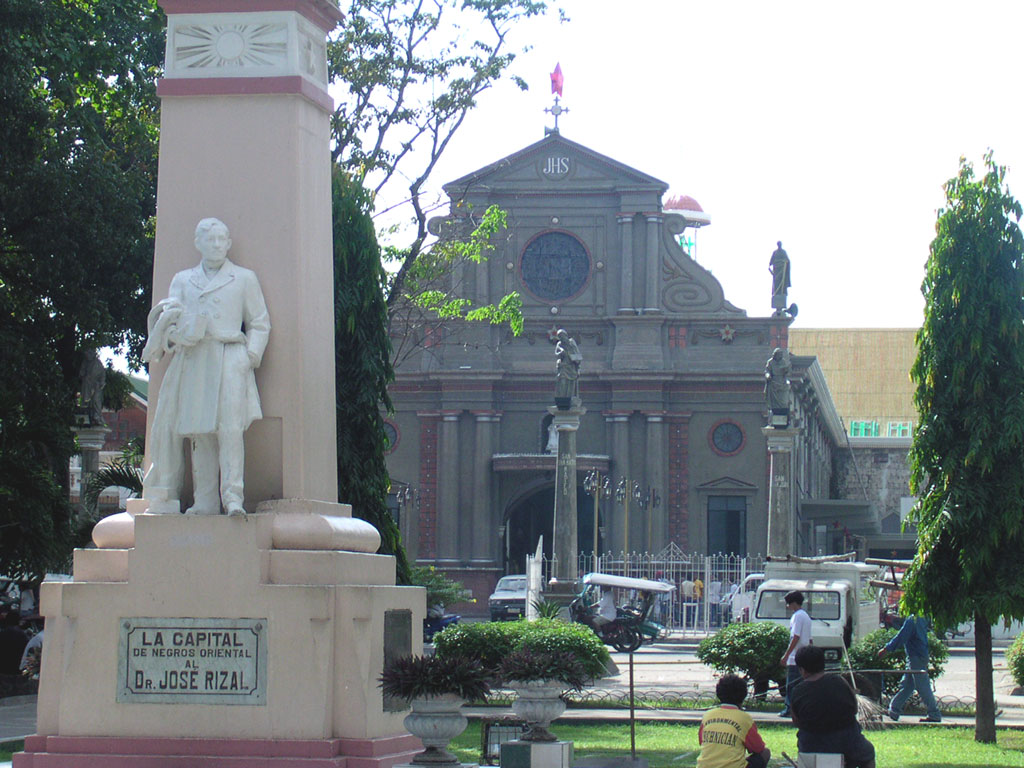
Die Kathedrale von Dumaguete City

- Amlan
- Ayungon
- Bacong
- Basay
- Bindoy
- Dauin
- Jimalalud
- La Libertad
- Mabinay
- Manjuyod
- Pamplona
- San Jose
- Santa Catalina
- Siaton
- Sibulan
- Tayasan
- Valencia
- Vallehermoso
- Zamboanguita